# Kostel svatého Petra a Pavla (Jeníkovice)
Kostel svatého Petra a Pavla je římskokatolický filiální kostel v Jeníkovicích, patřící do farnosti Třebechovice pod Orebem. Je chráněn jako kulturní památka České republiky.

## Historie
Původní gotický kostel je poprvn2 zmiňován v roce 1385 v soupise církevního majetku jako filiální kostel ke kostelu v Třebechovicích. V roce 1542 je uváděno jeho zasvěcení svatému Mikuláši. Apoštolům Petru a Pavlovi byl zasvěcen asi až nový zděný kostel, vystavěný namísto původního v letech 1741-1745. Kostel dal postavit Rudolf Josef hrabě Colloredo. Kvůli válce s Pruskem byl definitivně dokončen až v roce 1747.
V roce 1901 se zbortila klenba lodi, stát zůstala pouze věž. Kostel byl následně obnoven novorenesančně V. Reichlem z Hradce Králové, základní kámen nové lodi kostela byl položen 5. 5. 1901. Nový kostel byl slavnostně vysvěcen 6. 10. 1901 královéhradeckým biskupem Eduardem Brynychem. Pod kazatelnou toto připomíná pamětní nápis. Při výstavbě byla v základě oltáře nalezena skleněná miska, na okraji ozdobená dvojím páskem ze stříbrného stočeného drátu, s ostatky světce obtočenými podobným drátem.
Za 1. světové války byl rekvírován zvon z roku 1535, stejně jako píšťaly z varhan. Druhý zvon z roku 1528 byl zrekvírován za 2. sv. války Němci, po válce byl nalezen na Maninách v Praze a v roce 1946 se šťastně vrátil zpět do Jeníkovic a byl vrácen na věž.
Věž je stará, ale cibulovitá střecha byla odstraněna a nahrazena současnou jehlancovitou. V ní visí zvon z roku 1528 slitý Janem Hlaváčem, zvonařem v Hradci Králové. Kolem kostela byl starý hřbitov, který byl z hygienických důvodů zrušen. Na něm po levé straně věže stojí stará pískovcová kropenka, která pochází ze starého kostela a u ní je ve zdi zasazen náhrobní kámen s nečitelným nápisem, nejspíše Jana Šárovce ze Šárova, pána na Jeníkovicích v 16. století. Kostel byl opravován v letech 1974-1975 a 1994. V roce 1995 vykraden - byly ukradeny mosazné lampy, cínové svícny a další věci. Beránek na knize se sedmi pečetěmi (vzácná řezbářská práce Kapuciánova) byl zavčas odklizen a tím zachráněn. V roce 2001 byly opraveny věžní hodiny, po úderu blesku provedeny nové hromosvody a oprava věže včetně podlah a ochranných nátěrů.

## Interiér
Do nového kostela byl ze starého přenesen barokní oltář sv. Petra a Pavla, sochy sv. Prokopa a Vojtěcha, které stojí nad průchody za oltář, dále lavice a kostelní dveře. Kazatelna, varhany a zpovědnice jsou nové. Ve starém kostele byl ještě oltář sv. Salvatora, přenesený prý z Třebechovic, s letopočtem 1655. Kruchta je podepřena dvěma železnými litými sloupy.

## Varhany
Stávající varhany jsou nefunkční a tím jsou veškeré bohoslužby konány v tichosti (stav z června 2014).

## Okolí
Před kostelem stojí památné stromy – lípa roboty, která byla vysazena na památku osvobození od panských robot roku 1849, a lípa svobody, která byla vysazena roku 1918.
Na jih od kostela se nachází krucifix.

## Bohoslužby
Bohoslužby se konají od dubna do prosince první neděli v měsíci v 10.30.

## Fotogalerie

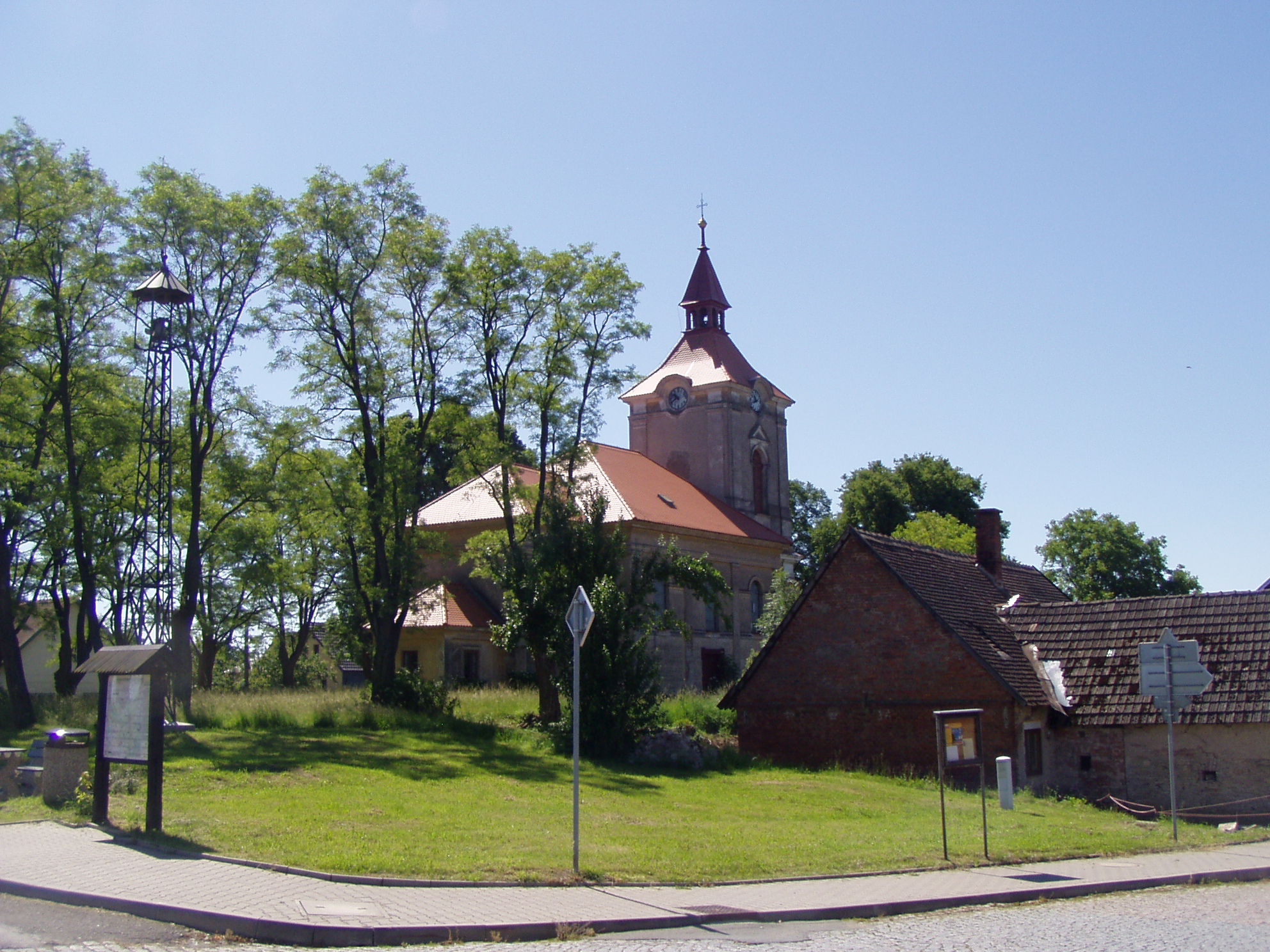
Kostel od severozápadu
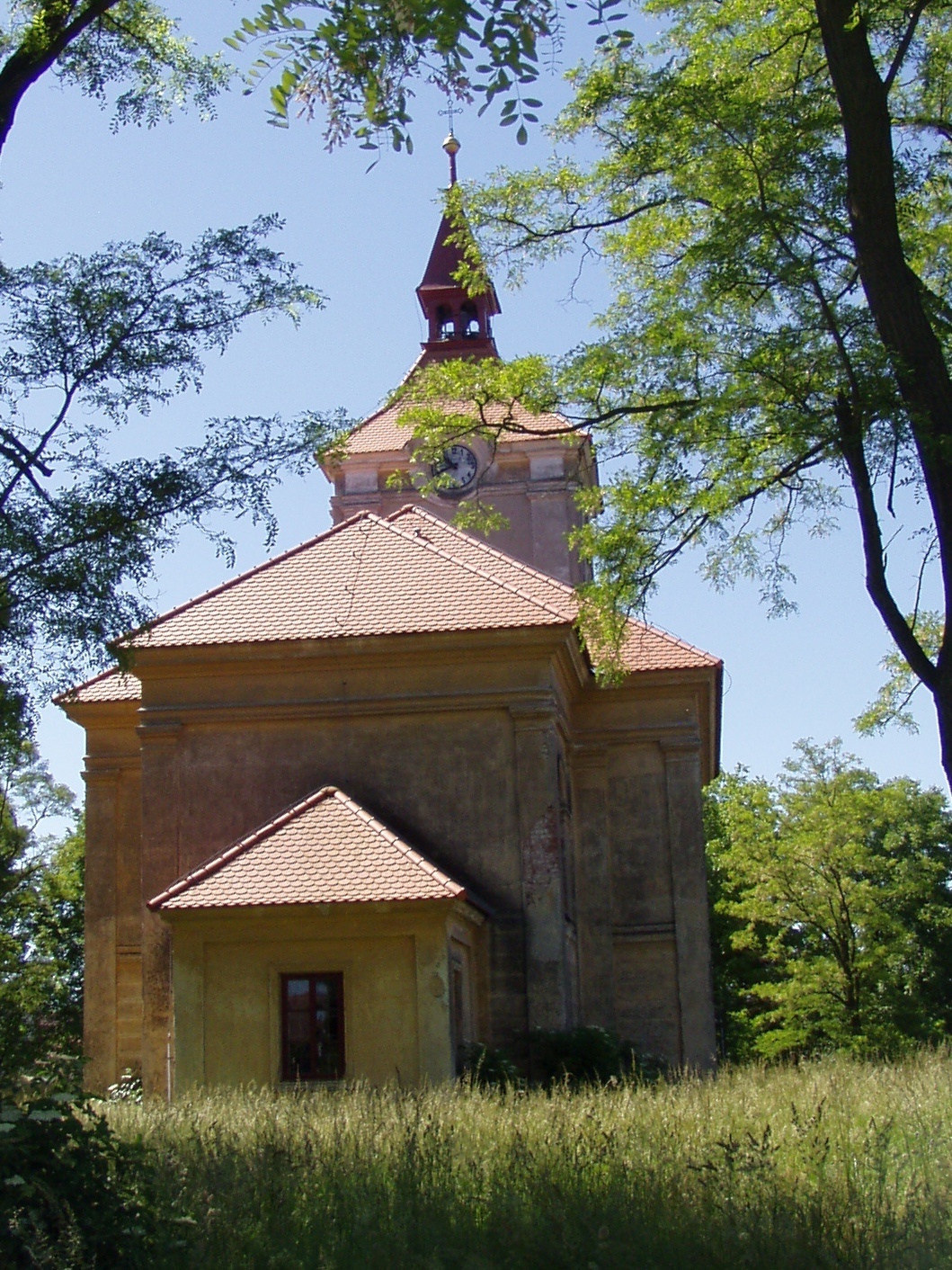
Kostel od severu
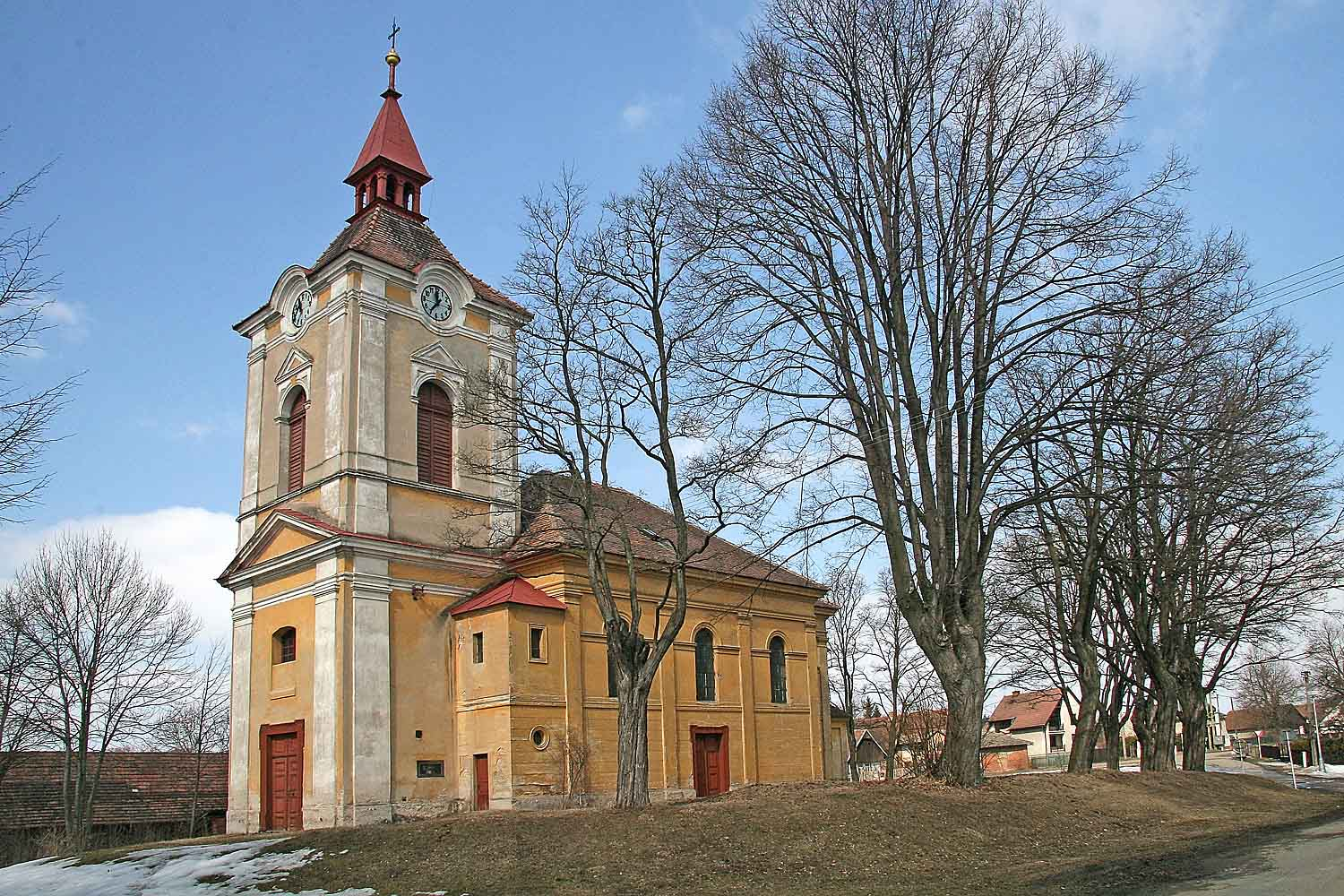
Kostel v zimě od jihovýchodu
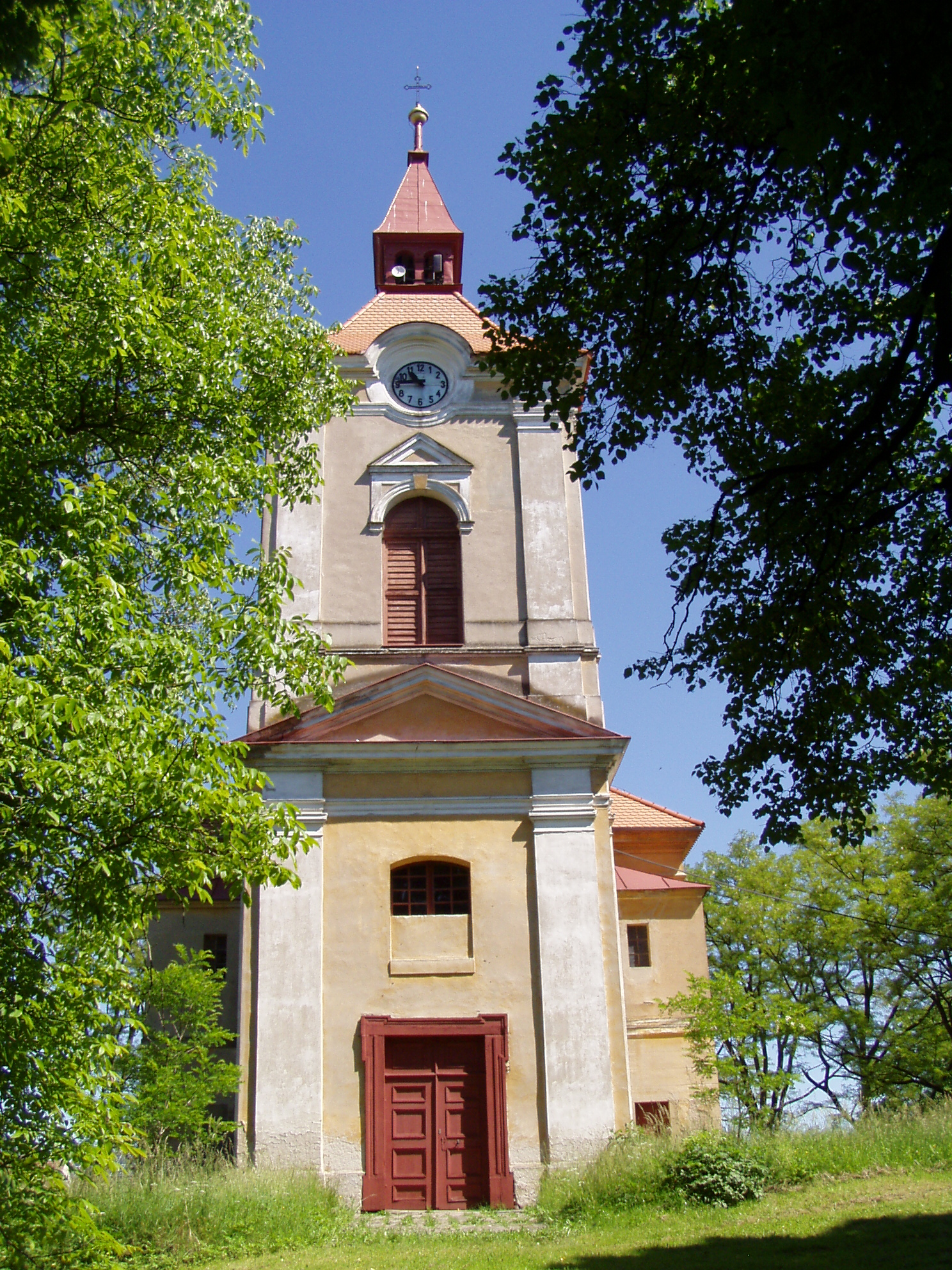
Kostel od jihu
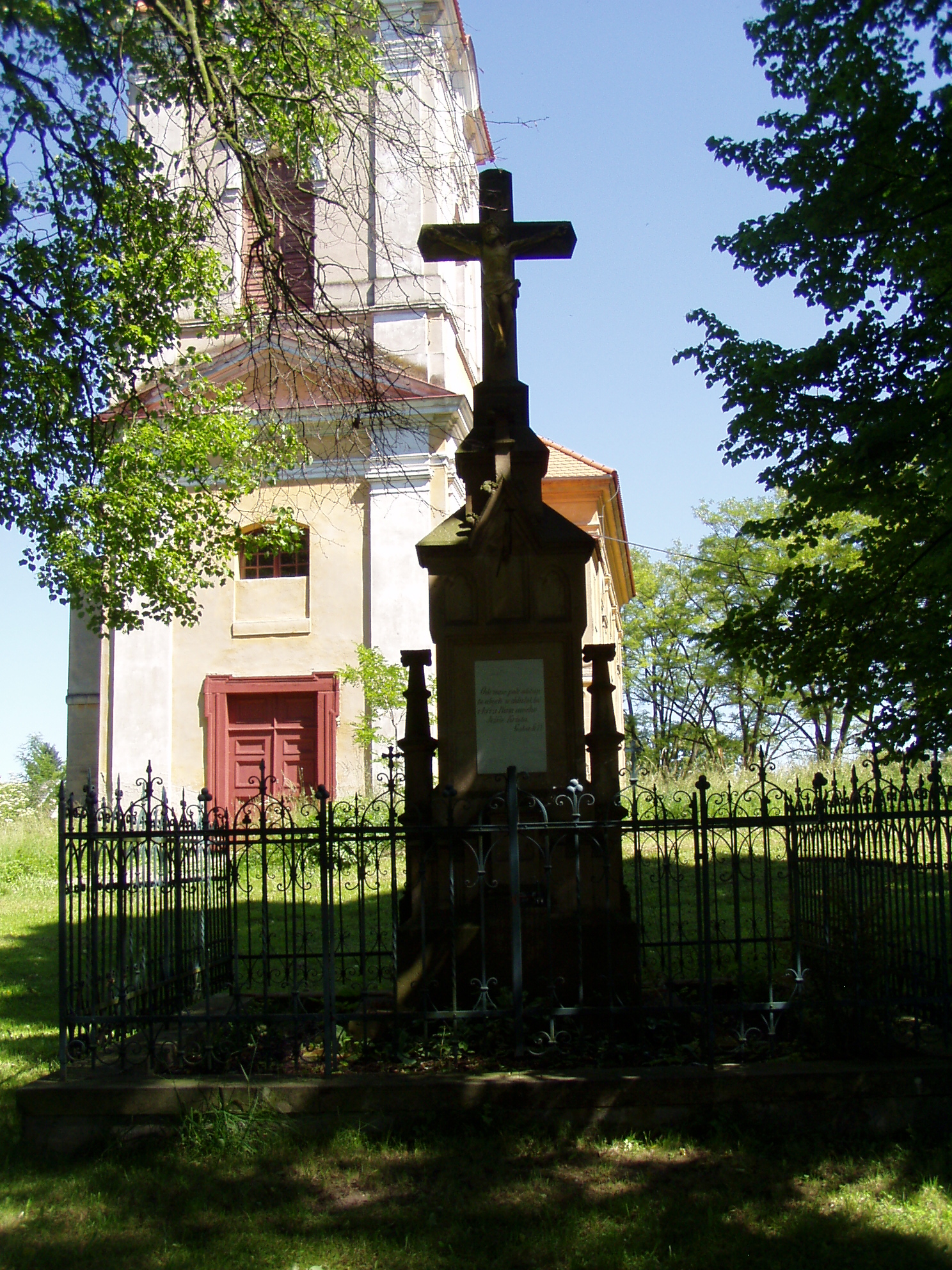
Krucifix
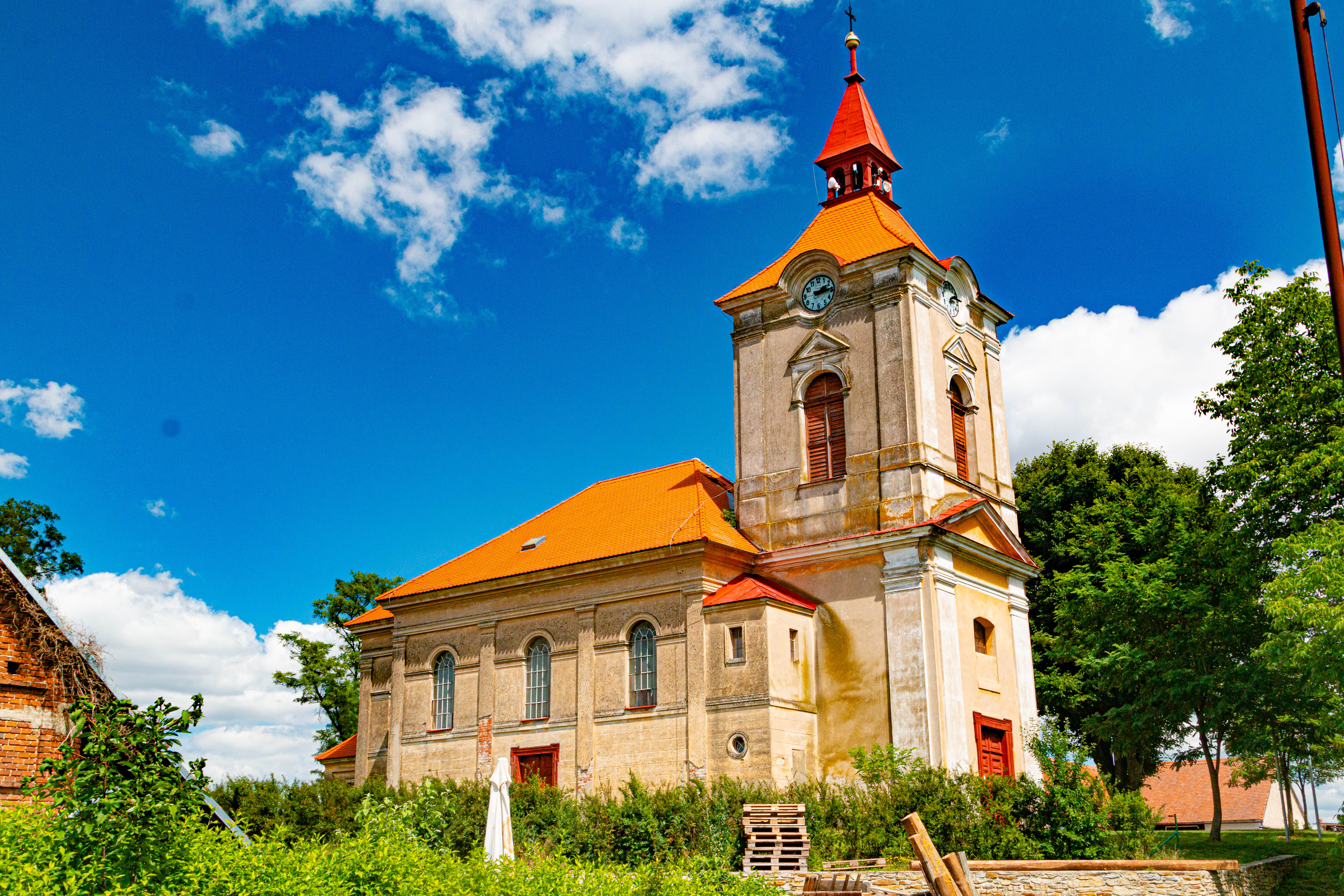
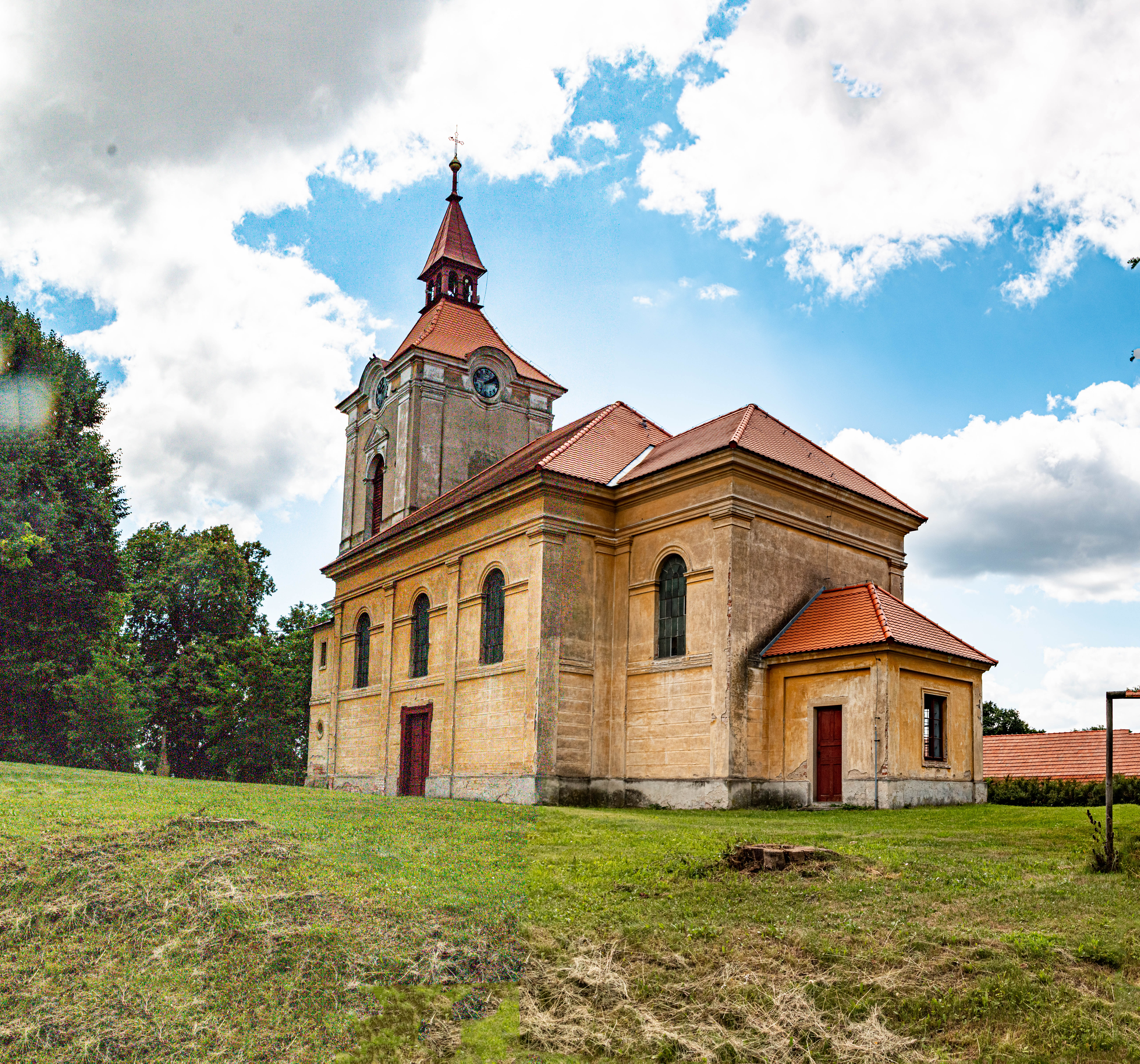
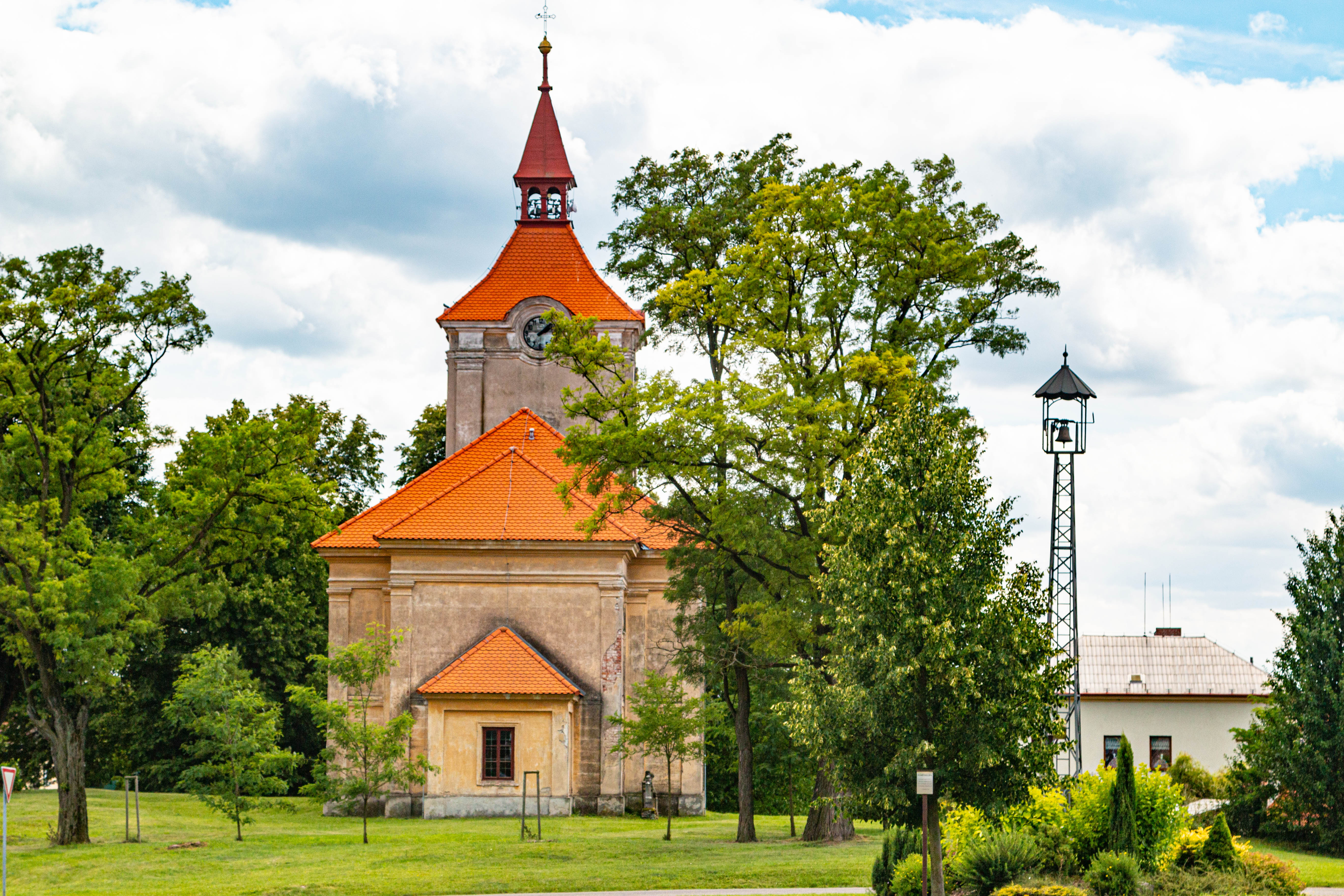